# Cairon

Cairon este o comună în departamentul Calvados, Franța. În 1 ianuarie 2022 avea o populație de 2.044 de locuitori.